# Mosiera moaensis
Mosiera moaensis är en myrtenväxtart som först beskrevs av Richard Alden Howard, och fick sitt nu gällande namn av Johannes Bisse. Mosiera moaensis ingår i släktet Mosiera och familjen myrtenväxter. Inga underarter finns listade i Catalogue of Life.